# Pierre Taittinger
Pour les autres membres de la famille, voir Famille Taittinger.
Pierre Taittinger, né le 4 octobre 1887 à Paris et mort le 22 janvier 1965 dans la même ville, est un homme politique, industriel et journaliste français.
Figure de la droite nationaliste, il dirige les Jeunesses patriotes dans l'entre-deux-guerres. Entre 1919 et 1940, il est député de Charente-Inférieure puis de la Seine. Il est également conseiller général et maire de Saint-Georges-des-Coteaux (Charente-Inférieure).
Soutien du régime de Vichy après l'armistice de 1940 (c'est un partisan de Pétain depuis 1938), il exerce sous l'Occupation la fonction de président du conseil municipal de Paris en 1943-1944 - un organe non-exécutif car placé sous l'autorité de la Préfecture. Pierre Taittinger déclare avoir oeuvré à ce poste pour éviter la destruction de la capitale française par l'armée allemande.
Inéligible à la suite de la Libération, car il a voté les pleins pouvoirs à Pétain en 1940, il redevient maire de Saint-Georges-des-Coteaux en 1953 et est réélu jusqu’à sa mort.
Dans le monde des affaires, il administre plusieurs sociétés. Il est notamment propriétaire de la maison Champagne Taittinger à partir des années 1930 et président-directeur général de la Société du Louvre à partir des années 1950.

## Famille et carrière professionnelle

### Origines et formation
Né dans le 18e arrondissement de Paris, Pierre Charles Taittinger est issu d'une famille lorraine qui quitte la Moselle en 1871 pour rester française. Il est le fils de Pierre Alexandre Taittinger, ingénieur, et de Caroline Testut, l’une des héritières de l'entreprise Testut. Son père est adjoint au maire de Saint-Denis et administrateur de la société générale des forges et ateliers de Saint-Denis ; mais il démissionne en 1892 à la suite de difficultés rencontrées par l'entreprise. Il est ensuite négociant en métaux et minerais à Paris, sans succès (faillite en 1901). =
Pierre Taittinger suit des études secondaires à Paris, aux collèges Rollin puis Chaptal, mais il interrompt sa formation en 1904. Il devient dès lors employé aux magasins du Printemps, puis effectue son service militaire en 1908-1909.

### Vie privée et familiale

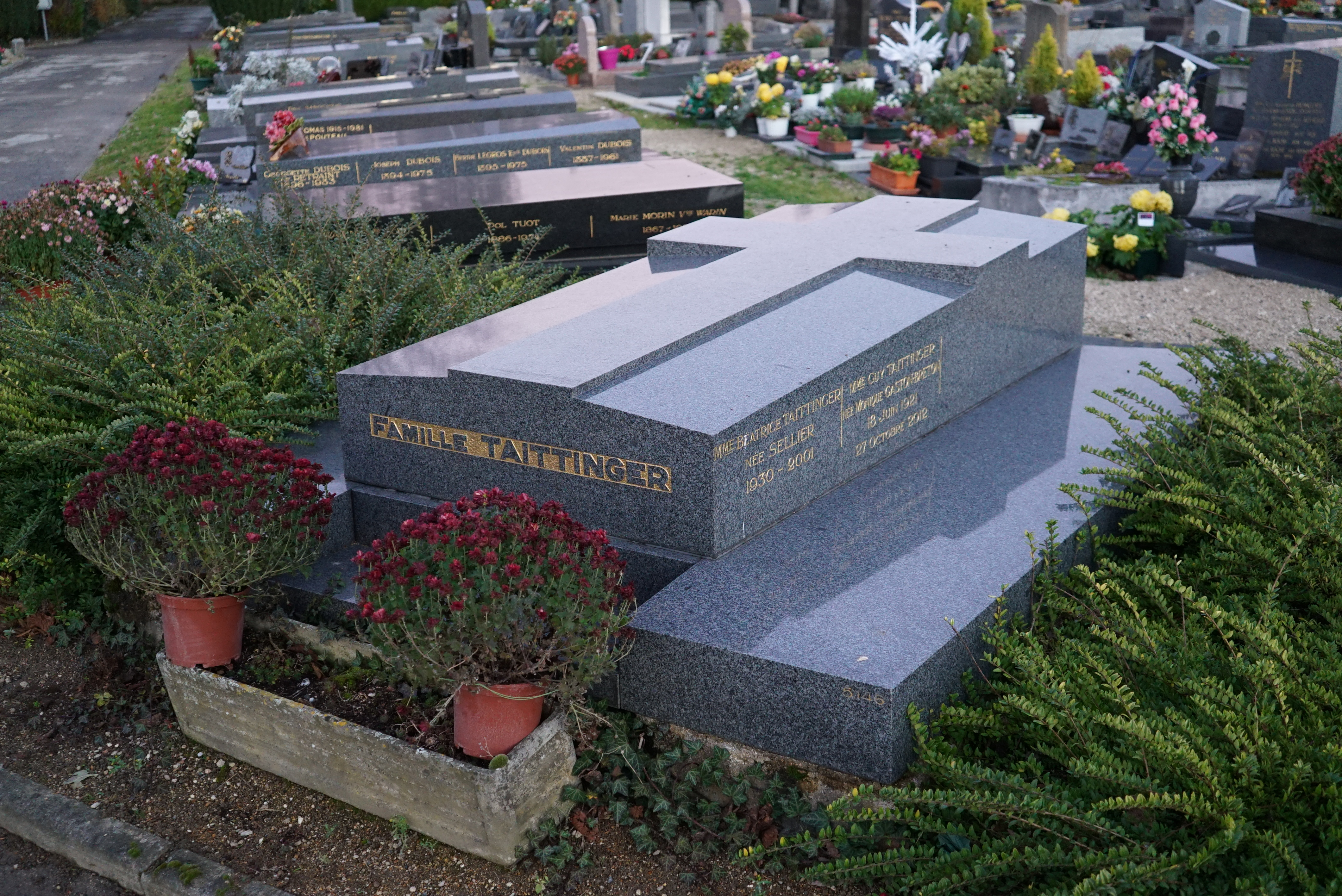
Sépulture de la famille Taittinger au cimetière du Nord de Reims (Marne).

Alors lieutenant au 20e régiment de chasseurs à cheval, il épouse en octobre 1917, à Saintes, Gabrielle Guillet (1893-1924), fille de Jules Guillet, maire de Saint-Georges-des-Coteaux, conseiller général, président de la Chambre de commerce de Rochefort et propriétaire d'une maison de cognac, les « cognacs Rouyer-Guillet »,. Son beau-père meurt en janvier 1918. Il était président d'honneur de la section de Saintes de la Ligue des patriotes. Son épouse meurt en septembre 1924, à 31 ans. Elle fréquentait comme son mari les réunions de la Ligue des patriotes.
Député, Taittinger siège de 1919 à 1924 au groupe parlementaire de l'ARS aux côtés de son beau-frère par alliance depuis juillet 1920, Élysée Frouin, député de la Gironde, issu aussi du bonapartisme.
Pierre Taittinger épouse en secondes noces, en juillet 1925, Anne-Marie Mailly (1887-1986), veuve de guerre,. Son témoin est le prince Joachim Murat. Fille d'un officier décédé, sa nouvelle femme avait épousé en premières noces en décembre 1913 un jeune officier, le baron Robert Dupérier. Elle était alors membre des Jeunes filles royalistes d'Action française. Son premier mari est mort dans les premiers temps de la Première Guerre mondiale, à 23 ans, dès août 1914,.
Sa seconde épouse préside dans l'entre-deux-guerres une œuvre sociale des Jeunesses patriotes destinée aux enfants, le préventorium « Louise de Bettignies » installé sur l'île de Ré, et dirige la propagande à Paris de l'Union nationale pour le vote des femmes (UNVF), une association catholique (mais pas confessionnelle) et modérée, située à droite de l'échiquier féministe, revendiquant des droits politiques et civiques égaux pour les femmes ainsi que la protection de la famille et de l'enfant. Elle est membre du comité de la Fédération nationale des femmes à partir de sa fondation en 1928,.
Pierre Taittinger a huit enfants :
1. Guy Taittinger (1918-1978) ;
2. Michel Taittinger (1920-1940) ; élève de l'École polytechnique mort pour la France le 15 juin 1940 à Saint-Parres aux Tertres (Aube), décoré de la Légion d'honneur (à titre posthume)[22] ;
3. François Taittinger (1921-1960) ;
4. Jean Taittinger (1923-2012) ; député UNR-UDR de 1958 à 1973, maire de Reims de 1959 à 1977, ancien ministre, père notamment de Jean-Frantz Taittinger qui a été député-maire d'Asnières-sur-Seine ;
5. Marie-Clotilde Taittinger, née en 1924 ; épouse de Jean Fabius Henrion ;
6. Pierre-Christian Taittinger (1926-2009) ; maire du 16e arrondissement de Paris (de 1989 à 2008) et sénateur (de 1968 à 1995) ;
7. Claude Taittinger (1927-2022) ; père de Brigitte qui a été président-directeur général des parfums Annick Goutal jusqu’en décembre 2012 et qui a épousé Jean-Pierre Jouyet en 2006 ;
8. Colette Taittinger, née en 1928 ; mère de Christophe de Margerie, président de Total de 2010 à 2014.

Pierre Taittinger est enterré à Reims avec sa seconde épouse au cimetière du Nord, près de son fils François (1921-1960).

### Carrière professionnelle
Pierre Taittinger est d'abord négociant en vins dans sa jeunesse, travaillant pour des firmes liés à sa famille comme l'Union champenoise, également propriétaire de vins de Saumur. Il s'associe à son oncle par alliance dans une société de distribution de champagne.
Député en 1919, il est alors industriel et négociant à Saintes, président du syndicat agricole de l'arrondissement,. Il administre ensuite, parallèlement à sa carrière politique, diverses affaires industrielles et financières comme la Société des vapeurs français (administrateur dès sa constitution en 1920), la société navale du Nord (démissionnaire du conseil de ces deux sociétés en 1922) ou la société française du chocolat Suchard (filiale de la firme suisse du même nom) à sa fondation en 1930, pour peu de temps. Il siège dans les années 1930 au conseil d'administration de la Société des Forces Motrices de la Vienne (de 1921 à sa démission en 1937), de l'Omnium de concentration financière et industrielle (société luxembourgeoise, 1930), de la franco-belge de carrières,. Ses adversaires de gauche ont sans surprise critiqué ses fonctions d'administrateur de sociétés, notamment lorsque les firmes en question étaient liées à des entreprises ou investisseurs étrangers.
Avec son beau-frère Paul Evêque (installé à son compte en Champagne depuis 1921), il achète à Reims, en 1932, le château de la Marquetterie, qui appartenait à une maison de vins de Champagne, Forest et Fourneaux, acquise également. La raison sociale devient société Taittinger Mailly (du nom de sa seconde épouse) et Cie. La société exploite plusieurs marques (La Marquetterie, Lucien Cliquot, Forest et Fourneaux) avant que la marque Taittinger ne s'impose après la Seconde Guerre mondiale. La société occupe les caves de l'ancienne église Saint-Nicaise de Reims. Il fit restaurer l'hôtel Chastelain, dit des comtes de Champagne, rue de Tambour, qui est classé monument historique et lègue à la ville sa propriété de La Grainetière, à l'île de Ré, devenue colonie de vacances pour les enfants de Reims.
Sous l'Occupation, il est aussi administrateur d'un grand magasin parisien, Le Bon Marché, de mars 1941 à sa démission en octobre 1944. Son P-DG, Victor Sabre, a collaboré au National en 1939-1940 et il est administrateur des Champagnes Taittinger.
Il investit dans l'hôtellerie de luxe après la Seconde Guerre mondiale. Il prend le contrôle en 1955 de la société du Louvre qui possède à Paris les Grands Magasins du Louvre et des hôtels prestigieux comme l'hôtel de Crillon. Il rachète en 1955 l'hôtel Lutetia. Les salons de cet hôtel ont accueilli des réceptions et des diners-débats de cercles politiques comme l'Union des intellectuels indépendants ou le Centre d'études politiques et civiques.
À sa mort en 1965, il est président-directeur général de la société du Louvre et de l'hôtel Lutetia, vice-président ou administrateur de nombreuses entreprises, parmi lesquelles l'imprimerie Chaix et des brasseries, directeur général de Champagne Taittinger.

## Parcours politique

### Débuts et Grande Guerre

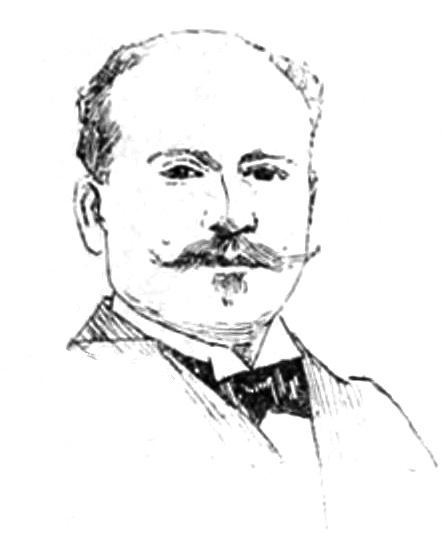
Jean-Octave Lauraine, député sortant, victorieux face à Pierre Taittinger aux élections législatives de 1914.

Pierre Taittinger entre en politique avant l'âge de 20 ans, dans le mouvement bonapartiste. Il est successivement membre du comité directeur (1906), vice-président puis président (1912) de l'Union de la jeunesse plébiscitaire de la Seine,. Il souhaite « un gouvernement qui gouverne, un régime autoritaire ayant la consultation nationale pour base , l'honneur et la dignité du pays pour principes ».
Il se présente aux élections législatives de 1914 dans la première circonscription de Saintes, en Charente-Inférieure. Candidat « républicain plébiscitaire », partisan d'une révision de la Constitution assurant la « suprématie du pouvoir exécutif » contre l'omnipotence du Parlement et d'une « véritable démocratie », il est battu au second tour (46 %) par le député sortant de centre gauche, Jean-Octave Lauraine (54 %). Il s'initie en parallèle aux rituels des délibérations parlementaires en étant secrétaire puis vice-président de la conférence Molé-Tocqueville,.
Son expérience politique est interrompue par la Grande Guerre. Mobilisé comme maréchal des logis, il est rapidement promu adjudant (27 août 1914), sous-lieutenant (17 septembre 1914) puis lieutenant en août 1916,. Il est deux fois blessé et revient du conflit mondial avec le grade de capitaine, la croix de guerre, la Légion d'honneur (1920) et plusieurs citations,.

### Député et élu local
Allié par son mariage à une famille influente dans la vie politique de la Charente-Inférieure, président d'un syndicat agricole depuis juillet 1919,, ancien combattant décoré, président-fondateur de la section de Saintes de la Ligue des chefs de section,, membre depuis 1918 de la Ligue des patriotes (LDP), il est élu député de ce département en novembre 1919, à 31 ans. Il est élu au scrutin de liste, aux côtés notamment d'un autre bonapartiste, Gaston Le Provost de Launay, également candidat en 1914 à Saintes, et de modérés comme Jules Bertrand.
En mai 1920, Pierre Taittinger est nommé membre du comité directeur de la Ligue des patriotes. Il est ensuite désigné vice-président en juillet 1922. Il préside la section de la Ligue de la Charente-Inférieure. Il est aussi membre dans la première moitié des années 1920 du comité directeur de la Ligue des chefs de section, une association d'anciens combattants nationalistes et anticommunistes. Il appartient alors également à un éphémère groupement politique fondé par des anciens combattants de diverses sensibilités, préconisant notamment le renforcement du pouvoir exécutif et la rénovation de la République, appelé la Quatrième République ou Parti républicain de réorganisation nationale,. D'où son adhésion au groupe parlementaire de l'Action républicaine et sociale (ARS), qui est le prolongement de ce parti.
Succédant à son beau-père, Pierre Taittinger est élu conseiller général dans le canton de Saintes en décembre 1919. Il est cependant battu en 1922 par un candidat de gauche. Il est également maire de Saint-Georges-des-Coteaux (Charente-Inférieure) à la suite de son beau-père, de 1919 à sa démission en novembre 1936.
Il se fait élire en mai 1924 député de Paris dans le deuxième secteur, au scrutin de liste, sur une liste menée par un modéré, Henry Paté,, qui siégeait aussi au groupe de l'ARS et qui a été un des parrains de Taittinger pour son entrée en 1923 au cercle de l'Automobile Club de France. Il est réélu au scrutin uninominal, en 1928 (au premier tour), 1932 (au premier tour) et 1936 (au second tour), à Paris, dont il représente le premier arrondissement jusqu'en 1940. Cet ancien bonapartiste s'adapte aux coutumes du parlementarisme et s'éloigne peu à peu du nationalisme plébiscitaire de sa jeunesse. Il est membre d'un parti de droite, la Fédération républicaine.
Taittinger est élu conseiller municipal de Paris (il représente le quartier de la place Vendôme) et conseiller général de la Seine en novembre 1936,.
Lors de la drôle de guerre, il est membre de la commission parlementaire de l'armée et inspecte le 1er décembre 1939 les usines Renault, qui travaillent alors pour la défense nationale. Son rapport témoigne de son anticommunisme. Il produit en mars 1940 un rapport parlementaire extrêmement critique de l'état des défenses françaises à Sedan, après une étude de tout le front des Ardennes. Il déclare à cette occasion : « Il semble qu'il y ait des terres de malheur pour nos armées. » Ses critiques sont balayées par le commandant de la IIe armée, le général Huntziger, bien en cour auprès du généralissime Gamelin et des milieux politiques,.

### Patron de presse
À Paris, Pierre Taittinger est rédacteur en chef du quotidien parisien La Liberté de novembre 1924 à janvier 1927, sous la direction politique de Camille Aymard. Lorsque les Jeunesses patriotes prennent leur indépendance en janvier 1926, Taittinger fonde son propre journal dont il est le directeur : l'hebdomadaire Le National est l'organe des JP puis du PRNS jusqu'en 1940.
En 1931, il devient le directeur d'un éphémère quotidien parisien, Paris-nouvelles ; lancé en janvier sous sa direction, il s'avère rapidement un échec.
En janvier 1936, il devient à nouveau directeur politique d'un quotidien parisien, L'Ami du peuple, partageant la fonction avec François Le Grix. Il a collaboré à ce journal après le 6 février 1934, au temps du Front national et du rapprochement avec la Solidarité française. Le Grix est depuis juin 1935 le propriétaire de ce journal grâce à de l'argent reçu de Benito Mussolini. Le Grix est rapidement écarté mais Taittinger annonce qu'il quitte ses fonctions de directeur politique en novembre 1936, conservant une simple collaboration jusqu'en septembre 1937, tandis que le journal est pris en charge financièrement et de façon occulte par Georges Mandel à partir de l'automne 1936.
En province, Pierre Taittinger constitue un groupe de presse à partir d'une imprimerie à Saintes,, où il fonde avec Gaston Le Provost de Launay, en octobre 1919, le Journal de Saintes, dont il est le directeur politique. Des journaux locaux qu'il possède ou qu'il influence publient ses articles dans le département de Charente-Inférieure : Le Journal de Saintes, Le Journal de l'île de Ré, L'Appel au peuple des Charentes, le Progrès de la Charente-inférieure, L'Écho de Rochefort (il en est aussi le directeur politique), etc. En 1933, il prend le contrôle d'une imprimerie à La Rochelle et de son périodique, L'Écho rochelais, dont il est le directeur politique jusqu'à la disparition du journal en août 1941, sur ordre des Allemands, pour des motifs économiques (manque de papier),,. Ce périodique devient en 1938 une tribune politisée au service du PRNS, sous la conduite d'un nouveau rédacteur en chef. Il acquiert aussi des journaux dans le Loiret (Journal du Loiret, Le Petit Orléanais, et L'Écho de la Beauce,, qui cessent leur publication en 1940) et en Charente, à Angoulême, où il contrôle le quotidien Le Matin charentais, dont il est également le directeur politique de 1930 à 1944. En 1936, il rachète en Vendée des imprimeries et des journaux, notamment l'hebdomadaire La Dépêche vendéenne, qui parait jusqu'en 1944, et fonde Le Petit Vendéen cette même année,.

Ces différents journaux lui servent de tribune politique. Ils servent aussi à la propagande des mouvements politiques qu'il dirige et à la diffusion combinée de campagnes de presse. Ainsi, en 1934, il écrit à un interlocuteur portugais : 

« Vous me feriez plaisir si vous pouviez adresser à un de nos journaux une interview de M. Oliveira Salazar [dirigeant du Portugal] avec une photographie signée et dédicacée, par exemple au National. Nous la publierions en une de ce journal et nous la reproduirions dans nos autres journaux, notamment des quotidiens comme Le Matin charentais, le Journal du Loiret, etc. Saviez-vous que Le National a un tirage de 185 000 exemplaires ? »

### Ligue des Jeunesses patriotes

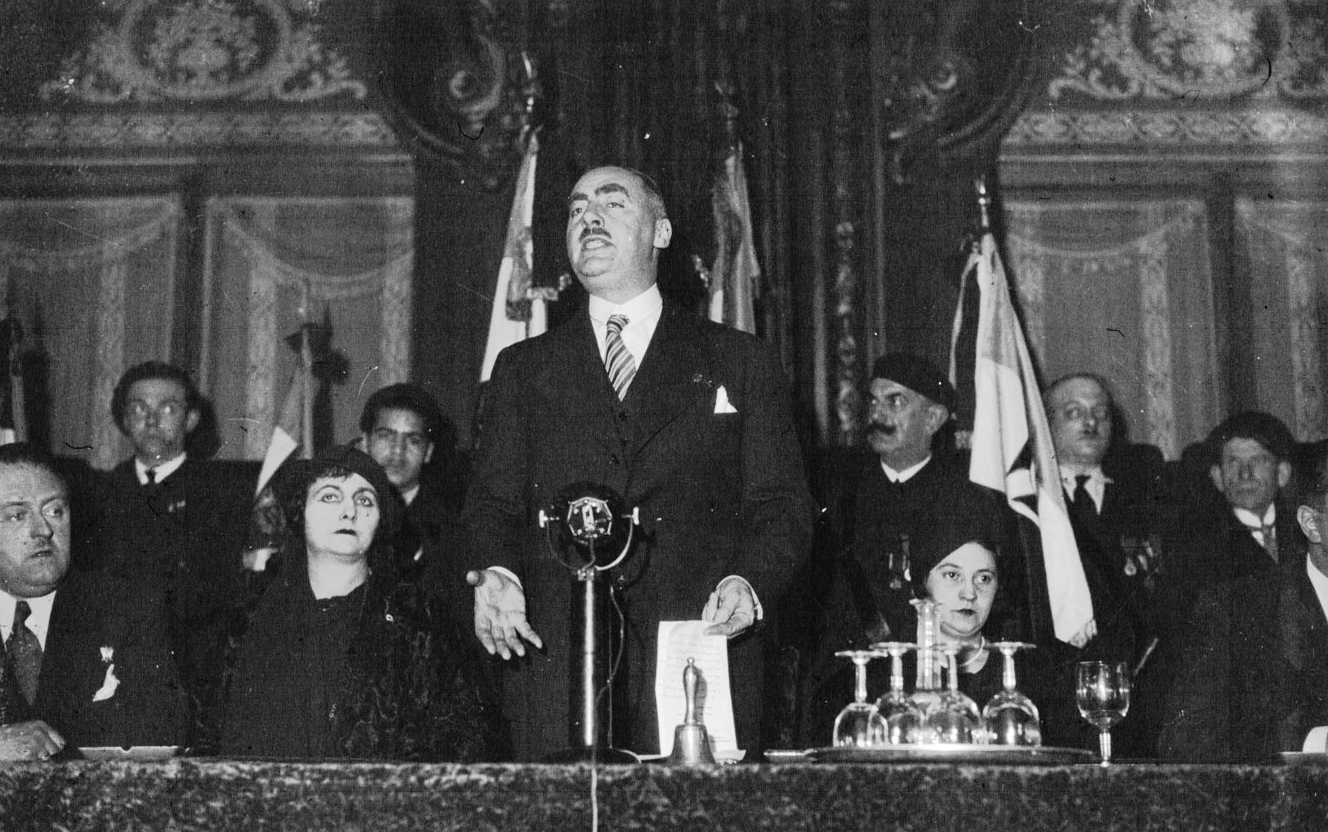
Pierre Taittinger présidant un rassemblement des Jeunesses patriotes en 1936.

Vice-président de la Ligue des patriotes, Pierre Taittinger préside la petite section des jeunesses de ce groupement, qu'il transforme en un groupement autonome, les Jeunesses patriotes (JP), en avril 1924,. Les JP combattent le Cartel des gauches et deviennent, dès le milieu des années 1920, l’un des principaux mouvements anticommunistes et nationalistes français, concurrençant l'Action française. La ligue prend son indépendance en 1926.
À partir des élections législatives de 1928, marquées par la victoire des tenants de l'union nationale (alliance du centre gauche, du centre droit et de la droite) et du soutien à Raymond Poincaré, les JP se mettent au service des candidats de droite lors des élections. Taittinger fait prendre aux JP un virage stratégique qui s'accompagne d'une inflexion rhétorique. Il condamne l'extrémisme des dirigeants de l'Action française et renie même son antiparlementarisme passé en 1929 : « Qu'est-ce qu'on irait mettre à la place du régime parlementaire si honni et si vilipendé ? l'autocratie ? l'oligarchie ? la dictature ? N'est-il pas plus rationnel de chercher, avant toute autre tentative, à améliorer paisiblement l'instrument qui nous régit ? ». En retour, l'Action française le critique de plus en plus durement, mettant en cause son patriotisme,. Stéphane Pighetti de Rivasso, un dirigeant des Phalanges universitaires, branche estudiantine des JP, démissionne en 1929 en notant : « Faut-il servir la carrière politique d'un homme qui transforme la ligue, dont il est président, en officine électorale et qui prend les patriotes pour les gardiens de ses intérêts personnels ? Je ne le crois pas. » Taittinger est aussi critiqué par le président de la Fédération républicaine, Louis Marin. Il s'éloigne alors de ce parti, démissionnant publiquement du Conseil national de la Fédération républicaine en mai 1931.
Taittinger publie en 1930 un ouvrage alertant sur le « péril communiste », Le Rêve rouge. Il exalte alors le rôle de ses « groupes mobiles » au sein des JP contre la « pègre communiste ».
Le nombre d'adhérents aux JP atteint son maximum en 1932, culminant à 260 000 membres.
Son mouvement se radicalise à partir de 1933 et Taittinger doit arbitrer tant bien que mal entre deux lignes, une ligne républicaine conservatrice acceptant à condition de le réformer le régime parlementaire d'un côté, une ligne fascisante et activiste voulant rompre avec le régime politique (portée notamment par Roger de Saivre) de l'autre. Taittinger et ses JP participent aux manifestations parisiennes du 6 février 1934. La ligue subit la concurrence des Croix-de-Feu après cette date tandis qu'elle s'associe à d'autres mouvements comme la Solidarité française pour former le Front national. Taittinger récuse l'accusation de fascisme.
Au sein des JP, Pierre Taittinger ne fait pas l'objet d'un culte et le degré de son autorité est inférieur à celui du colonel de La Rocque, le chef des Croix-de-Feu. Il est appelé le « patron » par ses troupes,.

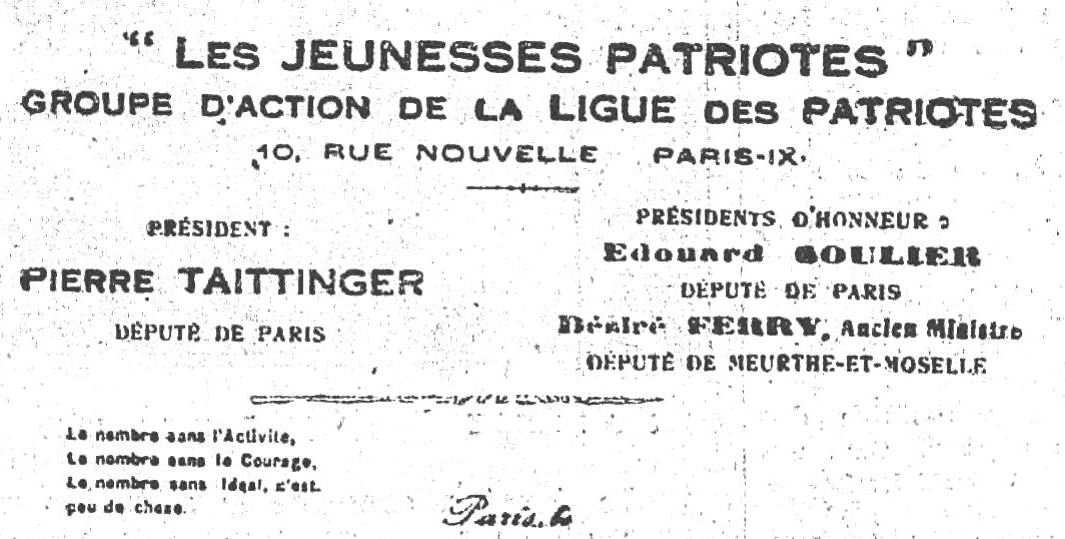
En-tête d'une lettre des Jeunesses patriotes publiée dans L'Humanité. Au côté du président de la ligue, Pierre Taittinger, sont mentionnés ses présidents d'honneur, les députés Édouard Soulier et Désiré Ferry.
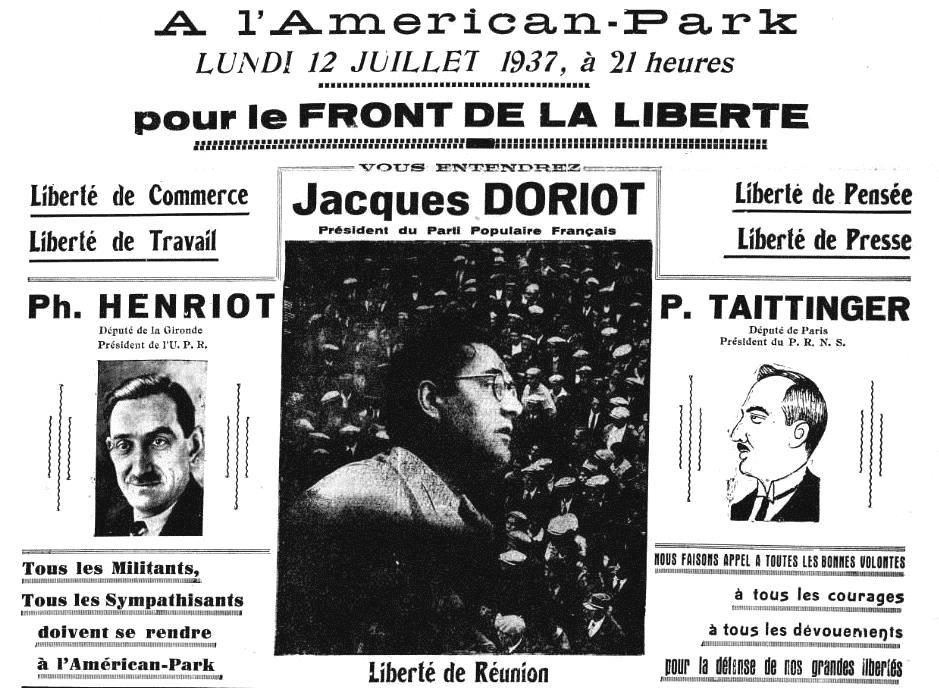
Une affiche du Front de la liberté, avec, à droite, un croquis de Pierre Taittinger prônant « liberté de pensée » et « liberté de la presse ».

En novembre 1935, les JP se transforment en Parti national populaire, puis — après la dissolution de ce parti en juin 1936, imposée par le gouvernement du Front populaire de Léon Blum — en Parti républicain national et social (PRNS), que Taittinger préside. 58 députés sont un temps membres du parti, qui n'est plus un mouvement de masse comme ont pu l'être un temps les JP. Taittinger se rapproche à nouveau de la Fédération républicaine et en devient l'un des vice-présidents. Il adhère au Front de la liberté en 1937.
Comme d'autres dirigeants de droite et d'extrême droite, Pierre Taittinger affiche alors par anticommunisme un néo-pacifisme de droite dans la seconde moitié des années 1930. Taittinger et son parti sont munichois en septembre-octobre 1938, notamment par anticommunisme.

### Membre du Parti colonial
Devenu une figure coloniale dans l'entre-deux-guerres, Pierre Taittinger illustre le changement de regard des nationalistes français sur les colonies — leur regard n'est plus seulement braqué sur la « ligne bleue des Vosges » — et il finit même par accepter l'idée d'une représentation politique des colonisés.
Alors qu'il n'a pas de lien personnel avec les colonies, il s'inscrit au groupe colonial de la Chambre des députés en 1919. Élu vice-président de la commission parlementaire de l'Algérie, des colonies et des protectorats en 1922,, il préside ensuite cette « chasse gardée du parti colonial » durant presque deux législatures : il est chaque année réélu de juin 1928 à juin 1932 puis de juin 1933 à juin 1936, un socialiste, Georges Nouelle, lui étant alors préféré à cette date, à la suite de la victoire du Front populaire. Il est vice-président, en 1931, de la Conférence impériale et de l’Exposition coloniale internationale de Paris,. Il collabore au périodique Les Annales coloniales dans les années 1930.
Il se fait l'avocat dès les années 1920 des mérites des colonies pour la puissance française. Son livre Le Rêve rouge (1930) est publié au lendemain de la mutinerie de Yên Bái en Indochine. Il en rend responsable le « bolchevisme » et imagine un complot mondial ourdi par l’URSS. Il appelle à la constitution d'un bloc économique impérial pour faire face à la crise des années 1930.
Il se rend brièvement dans plusieurs territoires de l'Empire colonial français, en Afrique du Nord en 1929 et en 1931, en AOF en 1933-1934.

### Président du conseil municipal de Paris sous l'Occupation
Comme 569 parlementaires, Pierre Taittinger vote les pleins pouvoirs au maréchal Pétain, le 10 juillet 1940. Il publie dans ses journaux en 1940-1941 des articles anticommunistes favorables au nouveau régime, à sa politique et à son chef, appelant dans les premiers mois de l'occupation à l'épuration des tenants de l'ancien régime liés à la franc-maçonnerie et à Léon Blum. Il avait appelé à l'union derrière Pétain dès 1938,. Malgré le climat antiparlementaire de l'époque, il conserve la même signature à ses éditoriaux : « Pierre Taittinger, député de Paris ».
Il tient une conférence à Paris en 1941 sur le thème : « Pétain, rédempteur de la patrie » et donne des conférences similaires en Charente et en Charente-Inférieure. Il publie la même année Ce que le pays doit savoir. Il rencontre plusieurs fois Pétain à Vichy.
Père d'un fils mort pour la France en juin 1940, il fonde et préside l'Association nationale des parents des morts de la guerre 1930-1940, dont Pétain est le président d'honneur.
Maintenu par les autorités françaises et allemandes conseiller municipal de Paris, son pétainisme le conduit à accepter en 1943, des autorités d'occupation et de Pierre Laval, la présidence du conseil municipal de Paris, succédant à Charles Trochu. Il occupe cette fonction de mai 1943, à l'insurrection et la libération de Paris en août 1944. Il est secondé par Victor Constant, désigné président du conseil départemental de la Seine, Louis Sellier, issu de la gauche, et Berthier, vice-présidents du conseil municipal, et des secrétaires comme Pierre Baruzy, ancien des JP. Dans son futur plaidoyer pro domo Et Paris ne fut pas détruit, il affirme avoir été face aux Allemands « un écran protecteur » et s'être efforcé d'être « l'homme de confiance, pas toujours heureux, mais toujours vigilant, de ceux qui, dans le camp retranché de Paris, étaient menacés par la famine, le départ en Allemagne, le peloton d'exécution ». Selon lui, il se donna comme mission de « défendre, maintenir, protester » et sa « longue bataille (...) de tous les jours a été celle du ravitaillement ». Il souligne aussi son « action d'obstruction » aux exigences allemandes, nécessairement discrète.
Parrainé par Henry du Moulin de Labarthète, homme d'influence à Vichy, et par Roger de Saivre (anciens des JP), il est décoré de la francisque (no 316).

### Action contre la destruction de Paris

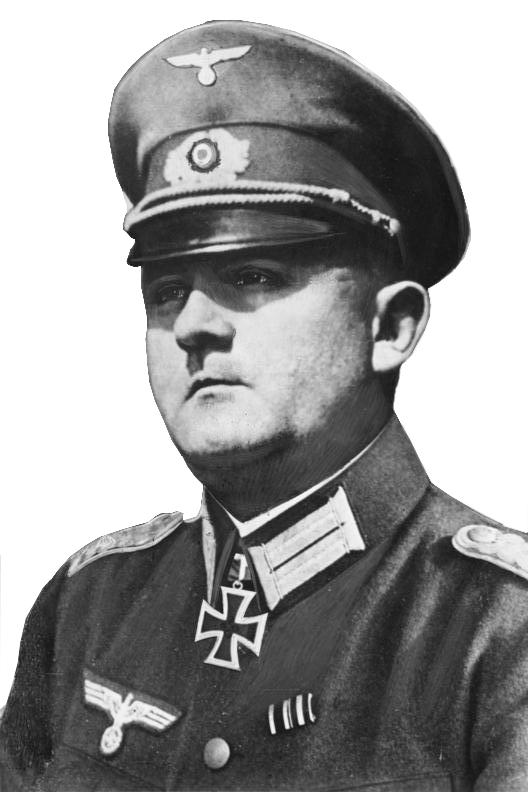
Dietrich von Choltitz, chargé par Hitler de détruire la ville de Paris avant sa libération, un projet auquel Pierre Taittinger s’est vivement opposé en tant que président du conseil municipal. L’ouvrage de Taittinger Et Paris ne fut pas détruit… est récompensé en 1958 par l’Académie française (prix Broquette-Gonin).

Le 4 septembre 1943, il écrit à Pierre Laval pour lui demander de déclarer Paris « ville ouverte » pour la préserver des destructions.
Le 19 août 1944, il reçoit le commandant Dufresne, chef d'état-major des FFI pour lui faire renoncer à son projet de lancer l'insurrection générale décidée par Henri Rol-Tanguy arguant que, aux côtés du consul général de Suède Raoul Nordling, il a dissuadé le général Dietrich von Choltitz de détruire la capitale rue par rue, mais s'oppose en vain à ce que soit hissé le drapeau tricolore sur l'hôtel de ville. Devant la tournure des événements, il se propose de recevoir le général de Gaulle sur le perron de l'hôtel de ville, ce que Dufresne refuse.
Lors de la prise de l'hôtel de ville, il est arrêté par le Comité parisien de Libération. Il est emprisonné au vélodrome d'Hiver, à Drancy, puis à Fresnes. Il est libéré le 27 février 1945.

### Après la Seconde Guerre mondiale
Déchu de ses droits civiques pour avoir voté les pleins pouvoirs en 1940, il est inéligible pendant cinq ans. Comme 13 autres parlementaires de la Fédération républicaine, tels Xavier Vallat ou François Valentin, il est exclu de ce parti. Il n'est poursuivi que par la Chambre civique de la Seine, risquant une peine de dégradation nationale.
Son livre Et Paris ne fut pas détruit est contesté dès sa publication en 1948,
, notamment par des résistants, qui obtiennent que son ouvrage ne soit pas exposé dans les vitrines des librairies parisiennes et manifestent devant une librairie qui n'a pas respecté l'interdiction. Si l'Union nationale des FFI est déboutée de son action en justice contre lui, Pierre Taittinger perd plusieurs procès, contre les fils d'Aimé Lepercq et contre Roger Stéphane. Son livre, réédité en 1956, est cependant couronné en 1958 par l'Académie française. Il est nommé chevalier des Arts et des Lettres.
Taittinger n'abandonne pas la vie politique : il constitue et prend la présidence de la fédération des Indépendants de Paris et de la région parisienne, dont la première manifestation, un banquet, se tient en 1952 à l'hôtel Lutetia,,,. Il critique l'incapacité du parti du général de Gaulle, le Rassemblement du peuple français, à rassembler à Paris en son sein gaullistes, modérés et anciens pétainistes. Il préside par la suite d'autres réunions des Indépendants de Paris. En 1954, il devient député honoraire. Les Indépendants de Paris, qu'il préside, appellent à voter pour Alexis Thomas à la députation en 1958. Taittinger appelle à voter « oui » au référendum constitutionnel de septembre 1958, soutenant ainsi le général de Gaulle.
Il fréquente alors l'Union des intellectuels indépendants et les anciens élus de la IIIe République. Il est également membre du comité d'honneur de l'Association pour défendre la mémoire du maréchal Pétain après la mort de Pétain en 1951 et participe à certaines des manifestations organisées par l'ADMP.
Il est réélu conseiller municipal puis maire de Saint-Georges-des-Coteaux en avril 1953, alors qu'il n'était pas candidat et pas encore redevenu éligible. Le conseil de préfecture de la Charente-Maritime annule l'élection. Rééligible à la suite d'une loi d'amnistie de 1953, adoptée fin juillet, il est maire de cette municipalité de 1953 à sa mort, le 22 janvier 1965.

## Synthèse des mandats et fonctions
- 8 décembre 1919 – 31 mai 1924 : député de la Charente-Inférieure
- Décembre 1919 – novembre 1936 : maire de Saint-Georges-des-Coteaux
- 1919-1922 : conseiller général de la Charente-Inférieure
- 1er juin 1924 – 10 juillet 1940 : député de la Seine
- 1924 - 1936 : président des Jeunesses patriotes
- 1936 - 1944 : conseiller général de la Seine et conseiller municipal de Paris
- Mai 1943 – août 1944 : président du conseil municipal de Paris
- Mai 1953 – 22 janvier 1965 : maire de Saint-Georges-des-Coteaux

## Publications
- Après la bataille, Paris, Libraire de France, 1921, 230 p., préface de Maurice Barrès
- Pierre Taittinger, Le Rêve rouge. Illustrations de Pem, Paris, Éditions du National, 1930, 366 p. (OCLC 459192919, lire en ligne)
- Notre dernière chance, Flammarion, 1937, 139 p.
- Ce que le pays doit savoir : précisions nécessaires, par un membre de la Commission de l'armée, Angoulême, Impr. charentaise, 1941, 86 p.
- Et Paris ne fut pas détruit…, Paris, l'Élan, 1948, 319 p.[158] ; réédition, Nouvelles Éditions latines, 1956, 359 p. : prix de l’Académie française (1958)[159]